# Línia Curzon

La línia Curzon el 1945.

La línia Curzon (en polonès Linia Curzona) va ser una proposta de frontera entre Polònia i la Unió Soviètica. Rep el seu nom pel Secretari d'Estat d'Afers Exteriors del Regne Unit, Lord Curzon, el qual la va plantejar com una probable frontera de treva durant la Guerra poloneso-soviètica de 1919 - 1920 (8 de desembre del 1919). Havia de servir de base per a les negociacions entre les dues nacions enfrontades.
Després de la derrota soviètica davant Varsòvia a mitjans d'agost de 1920, el seu projecte no va ser acceptat,i l'últim tractat de pau de 1921 (18 de març del 1921) li va concedir a Polònia gairebé 135.000 km² de territori cap a l'est d'aquest confí.
La línia partia de Grodno al nord, fins a Brest, seguia després el curs del Buh i acabava en els Carpats.
Quan va esclatar la Segona Guerra Mundial, l'URSS va revifar la proposta línia divisòria, i exigí el retorn de tot el territori cedit. El 1945, un tractat soviètic - polonès va fixar com a frontera entre ambdues nacions un límit equivalent al de la línia Curzon.